# Herb Frenštátu pod Radhoštěm

Herb miasta

Herb Frenštátu pod Radhoštěm przedstawia w polu czerwonym postać mężczyzny w srebrnych szatach i mitrze, siedzącego na złotym tronie, ustawionym na srebrnych schodach. W prawej ręce dzierży pastorał, a lewą podnosi do błogosławieństwa. Na oparciach tronu stoją dwie srebrne gęsi, zwrócone głowami w stronę mężczyzny.
Głównym elementem herbu jest święty Marcin z Tours, patron miejscowego kościoła parafialnego, a obecnie i miasta. Gęsi nawiązują do legendy o świętym, który, nie chcąc przyjmować godności biskupiej, schronił się pomiędzy tymi zwierzętami. Najstarsza pieczęć z takim wizerunkiem pochodzi z 1619 roku, ale prawdopodobnie herb taki funkcjonował już wcześniej, co najmniej od 1584, kiedy to Frenštát pod Radhoštěm otrzymał przywileje od biskupa ołomunieckiego.